# Papa-terra
Papa-Terra é o nome mais conhecido de algumas espécies de peixes da ordem dos Perciformes pertencentes a família Sciaenidae, do gênero Menticirrhus.
Espécies como Menticirrhus americanus (Betara/Papa-Terra branco) é mais encontrado no sul/sudeste do brasil e o Menticirrhus saxatilis (Papa-Terra escuro, manchado com listras) mais comum no norte/nordeste. Essas espécies predominam em todo o litoral brasileiro, podendo ser encontrado do Oiapoque ao Chuí. Outras espécies do gênero Menticirrhus são presentes nos litorais do Suriname, América central, Mar do Caribe, até a Flórida.
Este peixe gosta de frequentar bastante estuários ou canais próximos às praias e canais de mangues onde caça seu alimento. Basicamente pequenos crustáceos, camarões e alevinos.
O Papa-Terra Menticirrhus americanus costuma ser muito confundido com a Corvina Micropogonias furnieri, porém tem o corpo mais comprido e o boca mais achatada, apresenta pinturas que lembram listras no seu dorso e não atinge mais que 47 cm de comprimento. O Papa-Terra possui no final de sua nadadeira caudal a aba superior mais curta que a aba inferior formando de "S" que o distingue facilmente de vários outros peixes do genêro Sciaenidae.
As melhores iscas para a captura do Papa-Terra são a minhoca-de-praia e o corrupto.

## Nomes
No Brasil, também é conhecido por outros nomes que variam muito dependendo da região. É chamado de Betara ou Embetara nas regiões sul/sudeste e de Perna-de-Moça ou Perna-de-Velha na região norte e ainda, Boca-de-Gato no Maranhão, Piauí e Natal. Contudo, Papa-Terra é o nome mais utilizado para o peixe.

## Espécies
- Menticirrhus americanus
- Menticirrhus elongatus
- Menticirrhus littoralis
- Menticirrhus nasus
- Menticirrhus ophicephalus
- Menticirrhus paitensis
- Menticirrhus panamensis
- Menticirrhus saxatilis
- Menticirrhus undulatus